# Slezská Ostrava (městský obvod)
Slezská Ostrava je od 24. listopadu 1990 městským obvodem statutárního města Ostravy. Současný městský obvod tvoří celá katastrální území Slezská Ostrava, Hrušov, Antošovice, Heřmanice, Koblov, Kunčice, Kunčičky a Muglinov. Městský obvod se rozkládá převážně ve slezské části Ostravy, avšak svými okrajovými částmi zasahuje i na dřívější území Moravy. Okrajové části Muglinova a Hrušova byly v minulosti[kdy?] součástí katastru moravského Přívozu, zatímco malé okrajové části k. ú. Slezská Ostrava dříve[kdy?] náležely k Moravské Ostravě a Vítkovicím.

## Části městského obvodu
| Antošovice | Heřmanice | Hrušov   | Koblov          |
| Kunčice    | Kunčičky  | Muglinov | Slezská Ostrava |

## Symboly
Znak (potvrzen historický znak)
V modrém štítě na zeleném trojvrší stříbrný kozel ve skoku s černým, zlatě lemovaným pásem se zlatým kruhem kolem těla.
Prapor
List tvoří modrý svislý žerďový pruh široký 1/3 délky listu s bílým kozlem ze znaku a osm vodorovných pruhů střídavě bílých a modrých. Prapor byl udělen usnesením Rady města Ostravy číslo 1574/30 z 27. 2. 1996.

## Obyvatelstvo
| Rok  | Obyv.  | ± %     |
| ---- | ------ | ------- |
| 1869 | 9 910  | —       |
| 1880 | 15 590 | +57,3 % |
| 1890 | 21 736 | +39,4 % |
| 1900 | 34 453 | +58,5 % |
| 1910 | 45 754 | +32,8 % |
| 1921 | 45 191 | −1,2 %  |
| 1930 | 46 680 | +3,3 %  |
| 1950 | 44 703 | −4,2 %  |

| Rok  | Obyv.  | ± %     |
| ---- | ------ | ------- |
| 1961 | 36 731 | −17,8 % |
| 1970 | 27 537 | −25 %   |
| 1980 | 23 534 | −14,5 % |
| 1991 | 19 466 | −17,3 % |
| 2001 | 19 484 | +0,1 %  |
| 2011 | 21 161 | +8,6 %  |
| 2021 | 21 375 | +1 %    |

## Historické památky

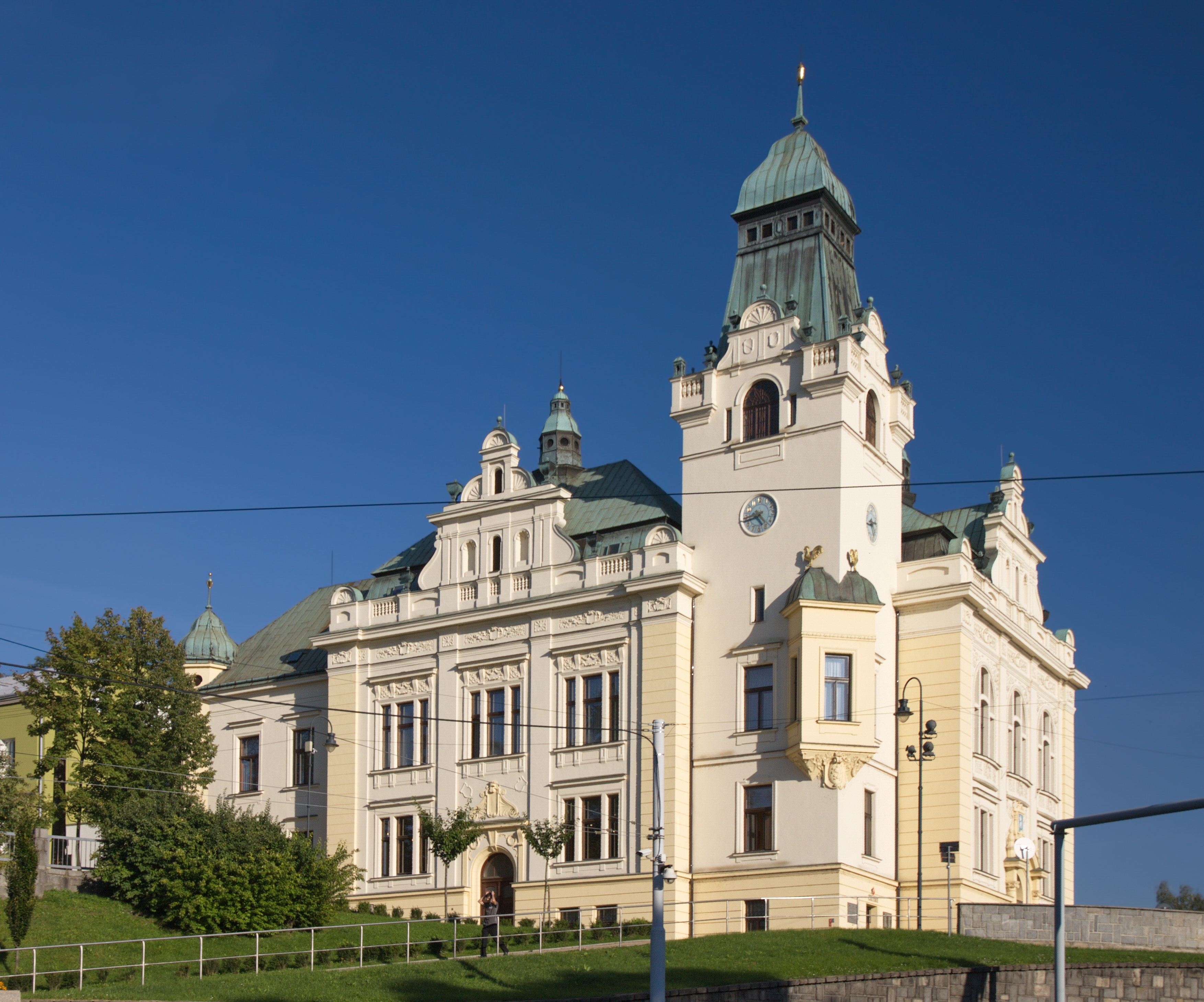
Radnice Slezské Ostravy

- Budova Husova sboru na nároží Jeronýmovy a Zámostní
- Kaplička svaté Anny v Muglinově
- Kostel svatého Antonína Paduánského v Kunčičkách
- Kostel svatého Františka a Viktora v Hrušově
- Kostel svatého Josefa na Těšínské ulici
- Slezskoostravská radnice
- Slezskoostravský hrad
- Tank číslo 051
- Vodárna na Hladnově ve Slezské Ostravě
- Liskova vila

## Turistické cíle
- Kunčický bludný balvan
- Halda Ema
- Keltičkova kovárna na Keltičkově ulici
- Nudistická pláž v Koblově
- Slezskoostravská galerie v slezskoostravské radnici
- Zoologická zahrada Ostrava
- Bazaly

## Významní rodáci
- Alois Adamus, archivář a historik
- Vlastimil Brodský, herec
- Slávka Budínová, herečka

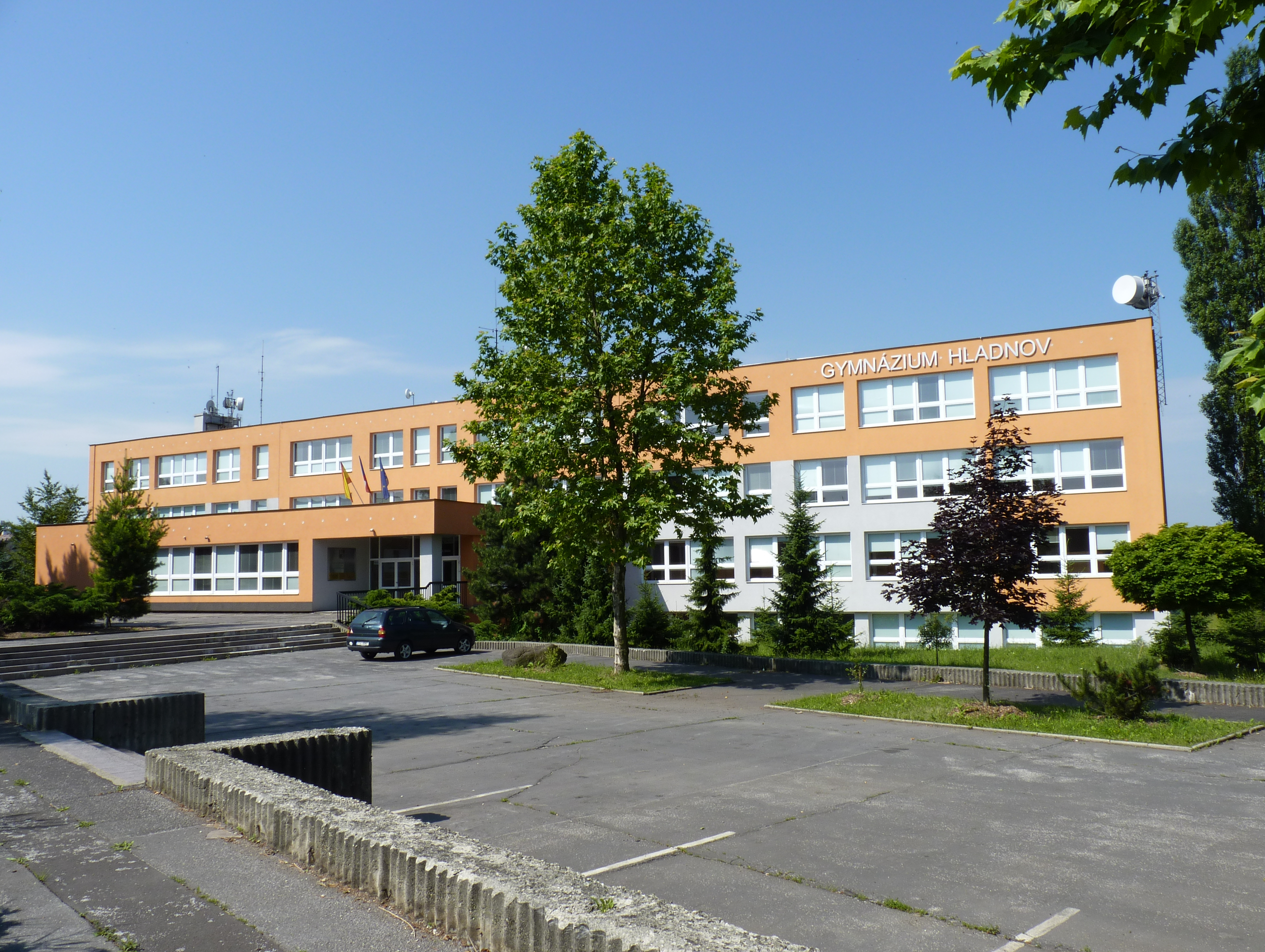
Gymnázium Hladnov ve Slezské Ostravě

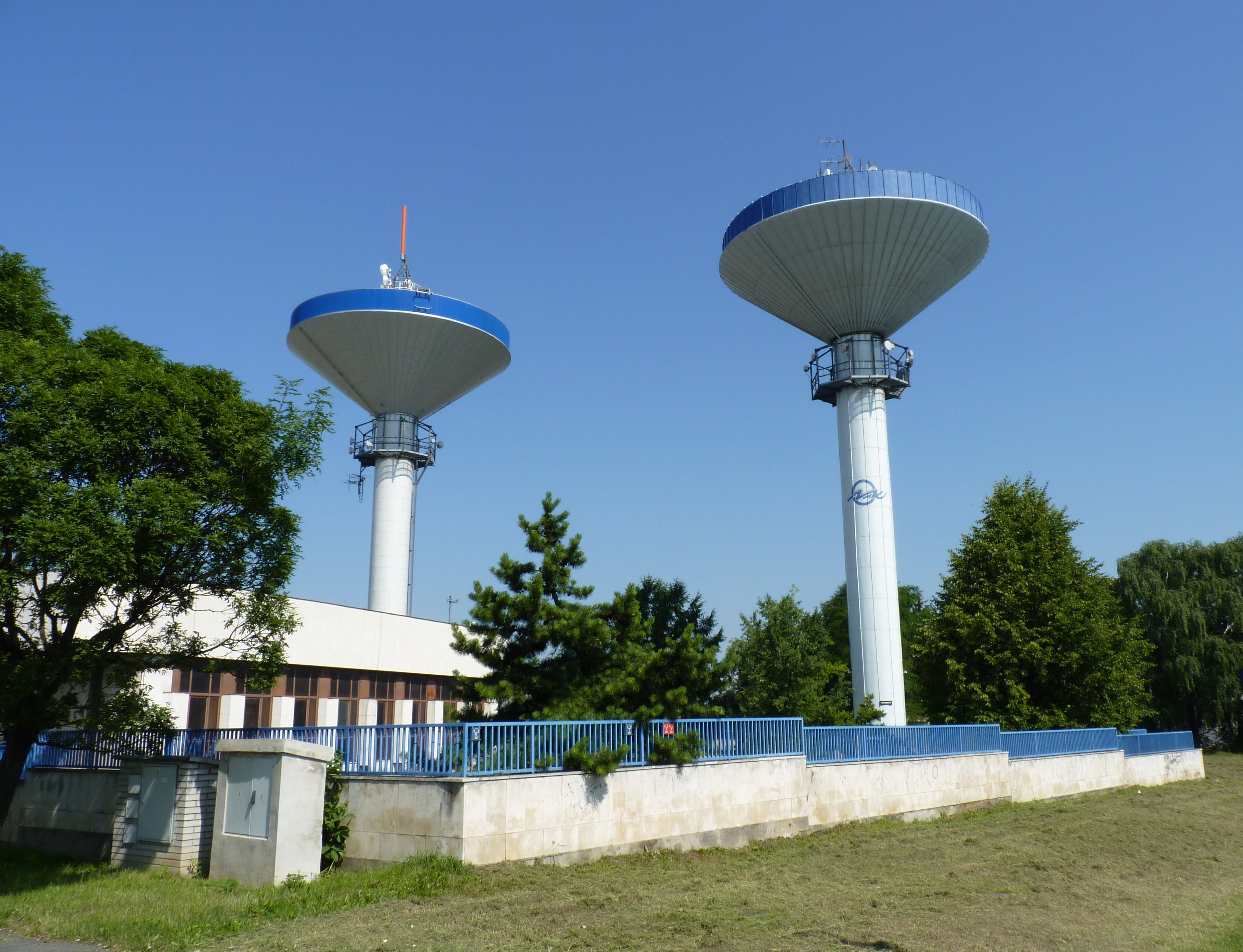
Hladnovská vodárna ve Slezské Ostravě

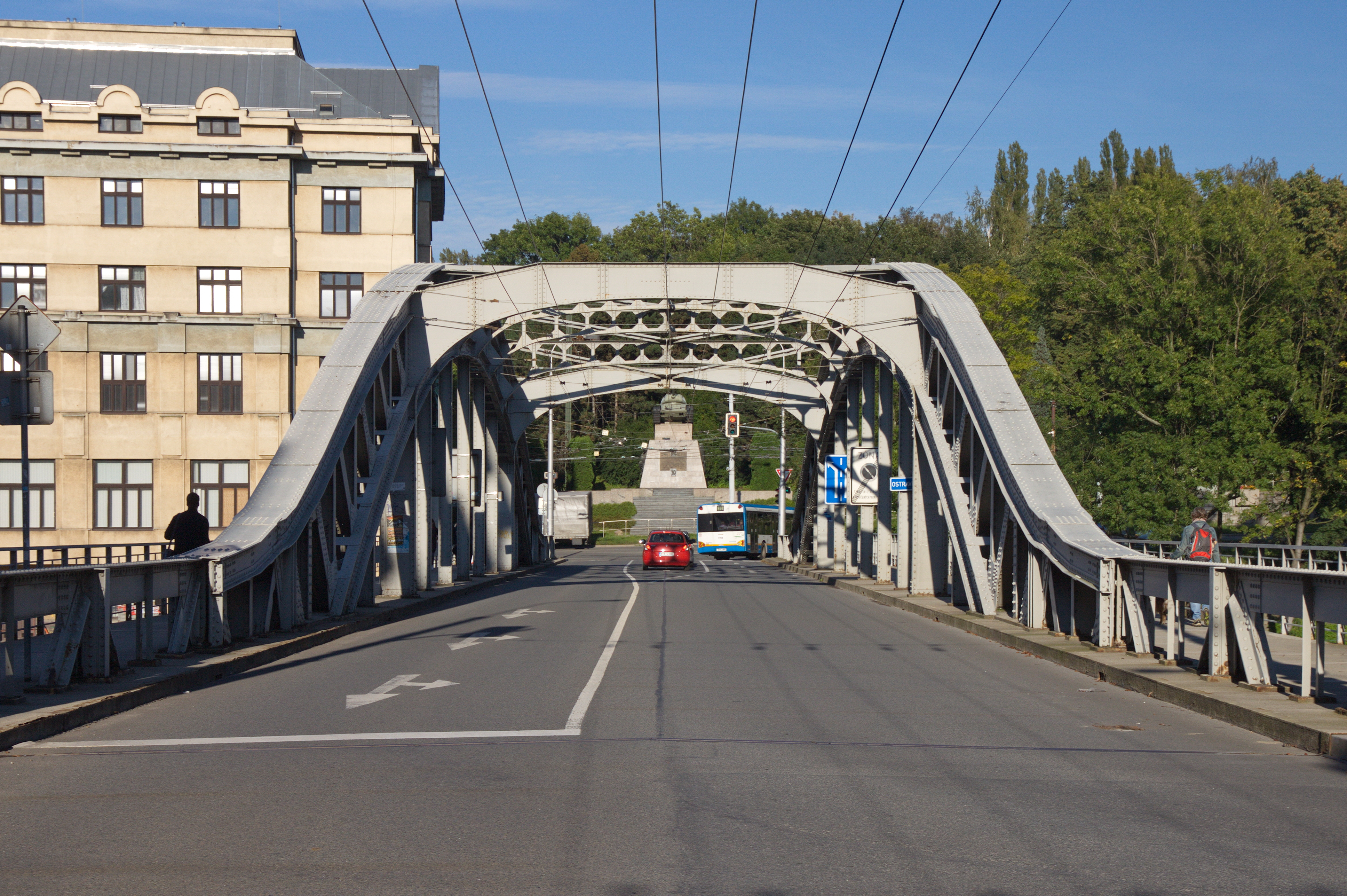
Most Miloše Sýkory – pohled z Moravské Ostravy na Slezskou Ostravu

- Bořivoj Čelovský, historik a publicista
- Ota Filip, spisovatel
- Jaroslav Jičínský, báňský inženýr a montanista
- Ladislav Jirotka, štukatér, herec
- Zdeněk Jirotka, novinář, spisovatel a divadelní dramatik
- Adéla Kochanovská, jaderná fyzička, profesorka
- Karel Loprais, vítěz rallye Dakar
- Tomáš Macura, podnikatel a od roku 2014 primátor Ostravy
- Antonín Maštalíř, senátor Parlamentu ČR, v letech 2007-2014 starosta Slezské Ostravy
- Lev Prchala, generál, politik, účastník 1. a 2. odboje
- Marie Rottrová, zpěvačka
- Edvard Rund, sbormistr, varhaník a hudební pedagog
- Vojtěch Sapík, sochař a medaliér
- Ladislav Staněk, hokejista
- Václav Šusta, montanista, geolog a paleontolog
- Hugo Vavrečka, národohospodář, publicista, diplomat a manažer
- Milan Zezula, akademický malíř
- Kamil Soldán, policista, nositel Medaile Za hrdinství

## Zvolení zastupitelé

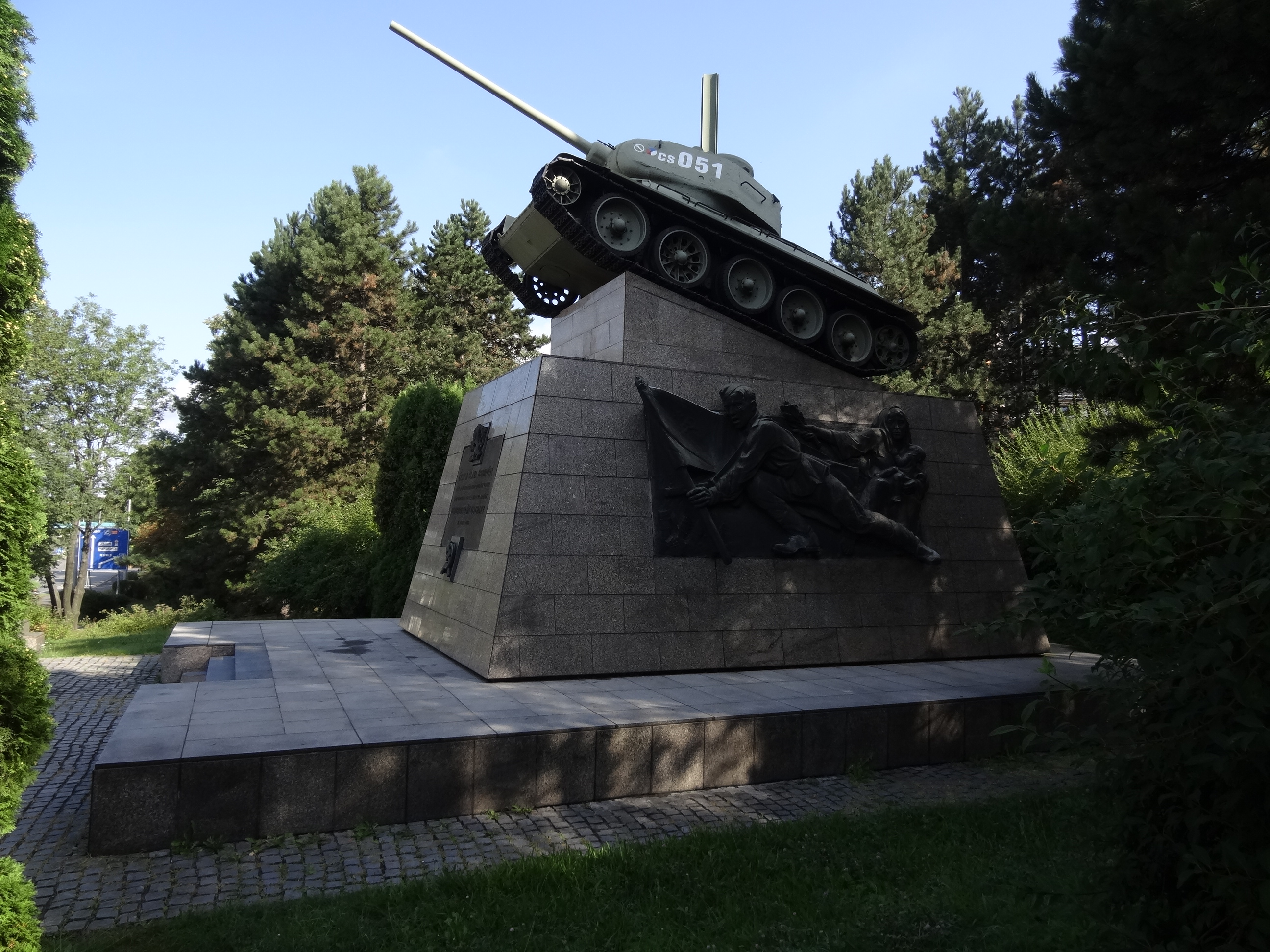
Pomník osvobození Rudou armádou ve Slezské Ostravě

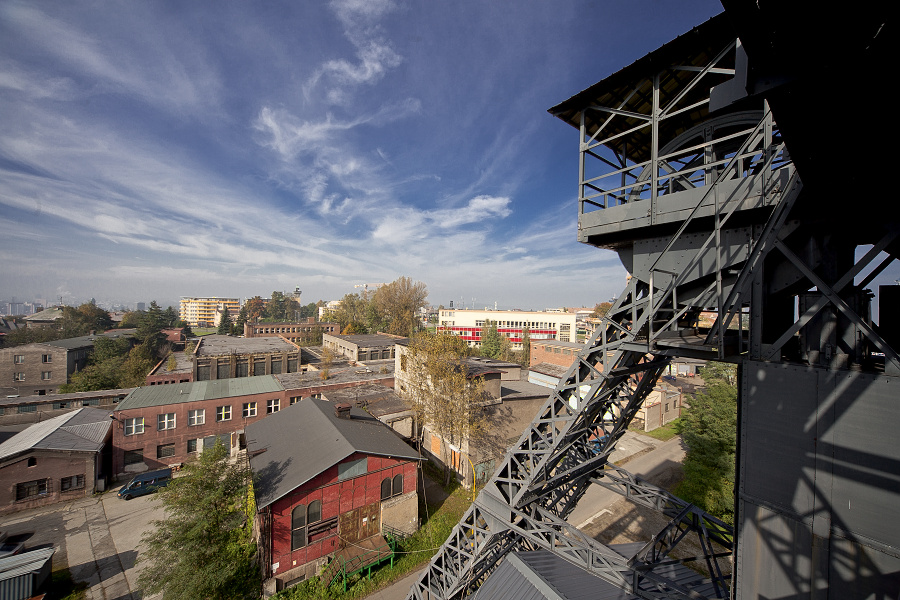
Areál Dolu Petr Bezruč ve Slezské Ostravě

| ANO 2011                          | Richard Vereš (starosta)         |
| ANO 2011                          | Mgr. Radim Babinec               |
| ANO 2011                          | Mgr. Jiří Stoch                  |
| ANO 2011                          | Dagmar Macháčková                |
| ANO 2011                          | Vladimír Lyčka                   |
| ANO 2011                          | Jarmila Pavlaková                |
| ANO 2011                          | Eva Horáková                     |
| ANO 2011                          | Ing. Karin Multanová             |
| ANO 2011                          | Marta Glembová                   |
| ANO 2011                          | Ing.Martin Karp                  |
| ANO 2011                          | Václav Hejtmánek                 |
| Ostravak                          | Ing. Roman Goryczka              |
| Ostravak                          | Ing. Ivona Vaňková               |
| Ostravak                          | MUDr. Tomáš Pavliska             |
| Ostravak                          | doc. Ing. Iveta Vozňaková, Ph.D. |
| Ostravak                          | Ing. Martin Vidura               |
| Ostravak                          | Ivana Šmidáková                  |
| Ostravak                          | Mgr. Edita Kozinová              |
| NEZÁVISLÍ                         | Jiří Lizák                       |
| NEZÁVISLÍ                         | Ing. Jiří Horák, MBA             |
| ODS                               | Jaroslav Mlčoch                  |
| ODS                               | Ing. Vlasta Fajtlová             |
| ODS                               | Marek Juráš                      |
| ODS                               | MUDr.Hana Heráková               |
| Slezská pro život                 | Ing. Lubomír Noga, Ph.D., MBA    |
| Slezská pro život                 | Mgr. Iveta Vojtěchovská          |
| Slezská pro život                 | Miroslav Neuwirth                |
| Slezská pro život                 | Mgr. Kamil Horák                 |
| Komunistická strana Čech a Moravy | Ing. Petr Maciejovský            |
| Nezařazení                        | Vít Podešva                      |
| Nezařazení                        | Ing. Justina Kamená              |
| Nezařazení                        | MVDr. Barbora Jelonková          |
| Nezařazení                        | Mario Lyčka                      |
| Nezařazení                        | MUDr. Marian Starý               |
| Nezařazení                        | Daniela Balarinová               |